# منتخب جزر كايمان لكرة القدم
منتخب جزر كايمان لكرة القدم (بالإنكليزية: Cayman Islands national football team) وهو المنتخب الوطني في جزر كايمان ويديره اتحاد جزر كايمان لكرة القدم . لم يسبق له التأهل إلى بطولة بطولة كأس العالم لكرة القدم . أشهر لاعبيه هو مارتين أوكونور الذي لعب في نادي برمنغهام سيتي الإنجليزي من 1996 إلى 2002 .

## وصلات خارجية
- قائمة بيانات المنتخب من الموقع الرسمي للفيفا باللغة العربية